# Lärarundantag
Lärarundantaget innebär att lärare och forskare äger rätten till resultaten av den forskning de utför och det undervisningsmaterial de tar fram. De kan själva söka patent och välja när och var deras forskningsresultat skall redovisas. Detta är ett undantag från "Lag (1949:345) om rätten till arbetstagares uppfinningar (LAU)" som stipulerar att om en anställd uppfinner något eller tar fram någon med verkshöjd äger arbetsgivaren rätten till den uppfinning eller den produkt den anställda skapar. Denna lag gäller för en lärare eller forskare vid ett universitet, högskola eller annan inrättning som tillhör undervisningsväsendet och detta kallas för lärarundantaget.

## Historik
Lärarundantaget föreslogs först av Knut Elliot i en statlig offentlig utredning (SOU 1944:27) gjord 1944.